# Adidas Telstar
Telstar fue el balón de fútbol oficial usado durante las Copas Mundiales de 1970 y 1974, así como las Eurocopas de 1972 y 1976, realizadas respectivamente en México, Alemania Federal, Bélgica y Yugoslavia. Fue bautizado como el satélite Telstar, lanzado al espacio en la década de 1960 para transmisiones televisivas entre América y Europa, ya que son parecidos por los paneles solares de donde obtiene la energía.
Fue la primera pelota en el campeonato fabricada por la compañía alemana de equipamiento deportivo Adidas —su proveedora hasta 2030—, de cuero revestido con poliuretano: material sintético flexible e inalterable con el frío, que le daba brillo, resistencia a la abrasión, mayor impermeabilidad y mantenía su forma —reemplazado por una estructura artificial desde 1986— y con el diseño de un icosaedro truncado —reiterado hasta 2002 y cambiado para priorizar la superficie continua—, conformado por 32 paneles: 20 hexágonos blancos y 12 pentágonos negros para mejorar su visibilidad en los televisores, recobrando la forma esférica regular —estrenada en 1962—. Desde 1974 la impresión era negra en vez de dorada.

## Serie

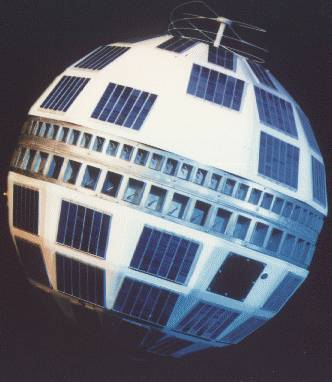
El satélite Telstar fue la inspiración del modelo.

Sucedió al idéntico Telstar Elast —cuyo armazón fue introducido por el danés Eigil Nielsen en 1962, el dueño de la empresa Select Sport—, pero estaba cubierto con otra composición química, utilizado en 1968 debido a su avanzada tecnología y alta calidad durante la Eurocopa en Italia por la Unión de Asociaciones Europeas de Fútbol y los Juegos Olímpicos en México por el Comité Olímpico Internacional —el estreno de Adidas, aliada en ambos torneos hasta hoy—. Tenía la variante Chile Elast con fondo amarillo de cromo como Crack de la desarrollada allí Copa Mundial de 1962 y Meteor Elast con base naranja como el destello causado por la incandescencia de un meteoroide al atravesar la atmósfera terrestre, tras la caída del meteorito Allende en México en 1969.
En 1969 la Federación Internacional de Fútbol Asociación decidió que Adidas fuese el proveedor mundialista por recomendación de la Federación Mexicana de Fútbol Asociación, la siguiente organizadora, debido a sus referencias positivas. Lanzó una versión blanca nombrada Chile Durlast y otra naranja llamada Apollo Durlast, las reservas de Telstar Durlast y empleadas respectivamente para lograr el contraste con el barro generado por la lluvia y la nieve, en homenaje al país sudamericano que se asemejaba visto desde un avión y aludiendo a sus cumbres nevadas de la cordillera de los Andes, así como al programa espacial estadounidense que logró el primer alunizaje en 1969 y evocando el reflejo de la Luna durante un eclipse lunar. En 2017 y 2018 surgieron respectivamente Telstar 18 y Telstar Mechta para la Copa Mundial de 2018 en Rusia.

## Repercusión
Su diseño se convirtió en la representación clásica de un balón de fútbol, siendo tomado como un estándar por parte de dibujantes y caricaturistas, quienes recrean sus diseños ambientados en el fútbol con este. Precisamente, el logotipo de la Copa Mundial de 1970 fue el primero en presentarlo en su diseño. Los logotipos de los mundiales siguientes lo tenían como figura principal. Finalmente, este diseño dejó de usarse a partir del Mundial '98 celebrado en Francia, donde el logotipo del mismo tuvo como diseño sobresaliente, un balón con el diseño de la pelota Adidas Tricolore. Esto sin embargo, no logró quitar al Telstar de su posición. Es relacionado principalmente con los jugadores Pelé, Johan Cruyff y Franz Beckenbauer. Aparece en la serie de anime sobre fútbol Captain Tsubasa, emitida internacionalmente desde la década de 1980.